# Rozbój
Ten artykuł należy dopracować:

przedstawiono sytuację tylko z polskiej perspektywy – artykuł powinien być przekrojowy.
Pomóż go poprawić. 
Rozbój – kradzież połączona z użyciem przemocy wobec osoby lub groźbą natychmiastowego jej użycia albo dokonana poprzez doprowadzenie człowieka do stanu nieprzytomności lub bezbronności. Na równi z tym należy traktować sytuację, w której pokrzywdzony pod wpływem takiej groźby natychmiast wydaje przedmiot sprawcy.
Doprowadzenie do stanu nieprzytomności lub bezbronności następuje bez użycia przemocy i polega na upiciu pokrzywdzonego alkoholem, podaniu mu środka odurzającego lub skrępowaniu w sytuacji, gdy nie jest w stanie się przed tym bronić. Należą tu także wypadki polegające na zabraniu wózka inwalidzkiego lub kul osobie niepełnosprawnej. Doprowadzeniem do stanu bezbronności jest również sytuacja, gdy sprawcy samą tylko przewagą liczebną paraliżują wolę oporu pokrzywdzonego.
Zabór rzeczy przy wykorzystaniu bezradności pokrzywdzonego niespowodowanej działaniem sprawcy, który tylko wykorzystuje tę sposobność kradzieży jest zwykłą kradzieżą, a nie rozbojem.
Niszczenie własności pokrzywdzonego w celu zmuszenia go do określonego działania nie jest przemocą wobec osoby. Może natomiast stanowić element przestępstwa wymuszenia rozbójniczego.
Przestępstwo rozboju posiada surowiej karany typ kwalifikowany. Sprawca, który posługuje się bronią palną, nożem lub innym podobnie niebezpiecznym przedmiotem lub środkiem obezwładniającym albo działa w inny sposób bezpośrednio zagrażający życiu (np. wystawienie za okno), a także osoby z takim sprawcą współdziałające, popełniają zbrodnię zagrożoną karą pozbawienia wolności od 3 do 20 lat (przed 1 października 2023 r. na czas nie krótszy od lat 3).
Broń gazową na gruncie prawa karnego zalicza się do broni palnej. Innym podobnie niebezpiecznym przedmiotem jest każda rzecz, której właściwości lub zwykłe wykorzystanie stwarzają podobne zagrożenie jak nóż czy broń palna. Równie niebezpieczne cechy musi posiadać środek obezwładniający, którym posługuje się sprawca.
Posługiwanie się bronią, nożem lub innym niebezpiecznym przedmiotem nie musi polegać na ich użyciu. Wystarcza, że sprawca demonstruje pokrzywdzonemu fakt ich posiadania, paraliżując tym samym jego wolę oporu.
Sprawca, który dokonuje rozboju w stosunku do mienia o wartości większej niż pięciokrotność kwoty określającej mienie wielkiej wartości, popełnia zbrodnię zagrożoną karą pozbawienia wolności od 3 do 20 lat, natomiast sprawca, który dokonuje rozboju w stosunku do mienia o wartości większej niż dziesięciokrotność kwoty określającej mienie wielkiej wartości, popełnia zbrodnię zagrożoną karą pozbawienia wolności od 5 do 25 lat.
W przypadkach mniejszej wagi przestępstwo rozboju zagrożone jest karą pozbawienia wolności od 3 miesięcy do 5 lat pozbawienia wolności (typ uprzywilejowany).
Rozbój stanowi przestępstwo niezależnie od wartości ukradzionego mienia.
Swój kwalifikowany typ rozbójniczy posiada przestępstwo zaboru pojazdu w celu krótkotrwałego użycia.
W piśmiennictwie prawniczym przestępstwa rozboju, kradzieży rozbójniczej i wymuszenia rozbójniczego określa się wspólnym mianem triady rozbójniczej lub przestępstw rozbójniczych.